# Бішан Сінґх
Бішан Сінґх (гінді राजा विष्णुसिंह; 1672 —31 грудня 1699) — раджа Амбера у 1688–1699 роках, державний і військовий очільник за часів могольського падишаха Ауранґзеба.

## Життєпис
Походив з династії Качваха. Онук раджи Рам Сінґха I, син Кішам Сінґха. Народився 1672 року. 1682 року втратив батька, що загинув в Декані. 1688 року після смерті діда спадкував владу в Амберському князівстві. Повернувся з Кохату, де перебував разом з Рам Сінґхом I, до столиці князівства, де перейняв владу. Ухилився від військової кампанії з придушенням заворушення в Голконді та Біджапурі, яких нещодавно було приєднано до імперії. За це був понижений у ранзі та позбавлений права володіння деякими джаґірами, які отримали його попередниками.
30 квітня 1688 року отримав від падишаха Аурангзеба чин у 2500 савар (кіннотників) і дав йому грошовий аванс на їхнє утримання. Невдовзі отримав наказ придушити повстання джатів під орудою Бідар Бахта в субі Агра, для цього був призначений фаудждаром (військовим намісником) Матхура. Зумів завдати супротивникові низку поразок, полонивши 500 джатів та відвоював фортецю Соґар. За цим призначено фауджаром Ками, Бгаратпура і Махабану, фактично контролював землі до краю доабу (міжріччя) Гангу-Джамна. Продовжив успішно діяти проти вождів джатів, але повністю не зміг їх перемогти, чим викликав гнів падишаха, що позбавив Бішан Сінґха посади фауджара.
1696 року отримав виклик від Аурангзеба прибути з військом до декану. Підкупом та інтригами раджа Амберу домігся зміни наказу, відправивши замість себе малолітнього сина Джай Сінґха. 1698 року разом з багатьма родичами був призначив на службу до Кабульської суби, де перебував під орудою шахзаде Мухаммаду Муаззама. Помер тут 1699 року. Трон Амберу спадкував син Джай Сінґх II.